# The Doors
The Doors (рус. Дорз, с англ. — «Двери») — американская рок-группа, созданная в 1965 году в Лос-Анджелесе, оказавшая сильное влияние на культуру и искусство 1960-х годов. Загадочные, мистические, иносказательные тексты песен и яркий образ вокалиста группы, Джима Моррисона, сделали её едва ли не самой знаменитой и равно же противоречивой группой своего времени. После смерти в 1971 году Джима Моррисона оставшиеся музыканты продолжили выступать и записываться в формате трио, а в 1973 году группа прекратила своё существование. В общей сложности в США было реализовано 32 500 500 копий их альбомов. Группа продала более 100 миллионов альбомов по всему миру. The Doors стала первой американской группой, у которой было 8 золотых альбомов подряд. В 1993 году были введены в Зал славы рок-н-ролла. Rolling Stone поставил The Doors на 41-е место в своем списке «100 величайших исполнителей всех времен».

## История группы

### Начало: 1965—1966
История The Doors началась в июле 1965 года, когда студенты кинематографического колледжа UCLA Джим Моррисон и Рэй Манзарек повстречались на пляже в Венеции, будучи немного знакомыми ранее. Моррисон рассказал Манзареку, что пишет стихи, и предложил создать группу (Моррисон сказал: «Я делал заметки на фантастическом рок-н-ролльном концерте, происходящем в моей голове»). Текст Моррисона «Moonlight Drive» впечатлил Манзарека, и он согласился.
К этому времени Манзарек уже играл в группе Rick and The Ravens со своим братом Риком. За своеобразную манеру пения Рэй получил прозвище Screamin' Ray Daniels — скорее всего, по аналогии с известным певцом Скримин Джеем Хокинсом. В августе к музыкантам присоединился Джон Денсмор, игравший в группе The Psychedelic Rangers вместе с гитаристом Робби Кригером. Денсмор и Кригер познакомились с Рэем Манзареком на занятиях по йоге и медитации.
2 сентября 1965 года Моррисон, Манзарек и Денсмор вместе с музыкантами из «Rick and The Ravens» и бас-гитаристкой Патти Салливан записали первые студийные версии песен будущих The Doors. Позднее эти записи («Moonlight Drive», «My Eyes Have Seen You», «Hello, I Love You», «Go Insane» (раннее название композиции «A Little Game» из «Celebration of the Lizard»), «End of the Night» и «Summer’s Almost Gone») неоднократно издавались как бутлег. В 1997 году они вышли в составе «коробочного» сборника песен The Doors.
В том же месяце The Doors пригласили в группу и Робби Кригера. Четвёрка (Джим Моррисон, Рэй Манзарек, Джон Денсмор и Робби Кригер) стала классическим составом The Doors. Именно эти музыканты записали наиболее известные альбомы группы в период с 1967 по 1971 годы.
Название группы своим появлением обязано творчеству английского писателя Олдоса Хаксли. В своём эссе «Двери восприятия» (англ. The Doors of Perception) (1954) писатель взял эпиграфом строки из поэмы «Бракосочетание Рая и Ада» английского поэта XVIII века Уильяма Блейка: «If the doors of perception were cleansed, every thing would appear to man as it is: infinite». В русском переводе Максима Немцова (1991) эта фраза звучит как «Если бы двери восприятия были чисты, все предстало бы человеку таким, как оно есть — бесконечным».
The Doors выглядели необычно среди других рок-групп, потому что они не использовали бас-гитару на концертных выступлениях. Вместо этого Манзарек играл басовые партии левой рукой на только что появившемся клавишном инструменте Fender Rhodes Bass. Правой рукой он играл на другом инструменте, например, электрооргане (таком, как транзисторный Vox Continental — именно он звучит в знаменитой песне Light My Fire). Однако группа время от времени приглашала сессионных бас-гитаристов на время записи в студии.
Большинство композиций The Doors обычно приписывается только Моррисону и Кригеру. На самом деле многие из произведений группы — плоды совместного творчества музыкантов. Они вместе работали над ритмическими и гармоническими аранжировками, в то время как Моррисон или Кригер предоставляли текст и исходную мелодию. Иногда целый фрагмент песни был создан не её первоначальным автором — например, соло Манзарека на электрооргане в начале песни Light My Fire.
Творчество группы хорошо принималось публикой в течение всей её карьеры, хотя в 1968 году после выхода сингла Hello, I Love You случился локальный скандал. Рок-пресса указала на сходство в музыкальном плане этой песни и хита 1965 года All Day and All of the Night группы The Kinks. Музыканты The Kinks вполне согласились с критиками. Известно, что гитарист The Kinks Дэйв Дэйвис делал вставки из Hello, I Love You во время концертного исполнения All Day and All of the Night — в качестве издевательского комментария по данному поводу.
К 1966 году группа постоянно выступала в клубе The London Fog. Этот опыт придал Моррисону уверенности в том, что он сможет выступать перед живой аудиторией, а группе в целом развивать и, в некоторых случаях, удлинять свои песни и работать над «The End», «When the Music’s Over» и «Light My Fire» в том формате, в котором они появятся в их дебютном альбоме. Рэй Манзарек позже скажет в London Fog группа «стала этим коллективным существом, это единица единства…вот тут-то и началось волшебство».
Группа продвинулась до престижного клуба Whisky a Go Go, поддерживая выступления, включая группу Ван Моррисона Them. В их последний совместный вечер обе группы объединились для исполнения «In The Midnight Hour» и «Gloria». 10 августа 1966 года с группой связалась фирма Elektra Records в лице её президента Джека Хольцмана. Это произошло по настоянию Артура Ли, вокалиста группы Love, которая записывалась на Elektra Rec. Хольцман и продюсер Elektra Rec. Пол А. Ротшильд посетили два выступления группы в Whisky a Go Go. Первый концерт показался им неровным, второй же просто загипнотизировал. После этого 18 августа музыканты The Doors подписали контракт с фирмой, — так было положено начало долгому успешному сотрудничеству с Ротшильдом и звукооператором Брюсом Ботником.
Соглашение пришлось как нельзя вовремя, потому что 21 августа клуб выгнал музыкантов из-за вызывающего исполнения песни The End. Инцидент заключался в том, что сильно охрипший Джим Моррисон в наркотическом угаре представил версию трагедии Софокла «Царь Эдип» в фрейдистском ключе с явной аллюзией на Эдипов комплекс:
— Father
— Yes, son?
— I want to kill you.
— Mother! I want to fuck you...
Подобные случаи происходили вплоть до самой смерти Моррисона, что создало своеобразный скандальный и неоднозначный образ группы.

### Двери открыты: 1967—1970
В 1966 году The Doors записали свой первый альбом с одноимённым названием. Альбом был записан за несколько дней в конце августа — начале сентября; практически все песни записывались в один дубль. Однако вышел он только в 1967 году и встретил в основном сдержанные оценки со стороны критиков. В альбоме были представлены наиболее известные песни из имевшегося к тому моменту репертуара The Doors, включая «Light My Fire» (занимающая 35 место в списке 500 величайших песен по версии журнала Rolling Stone) и 11-минутную драматическую «The End». Со временем дебютный альбом завоевал всеобщее признание и считается теперь одним из лучших альбомов в истории рок-музыки (например, занимает 42 место в списке 500 величайших альбомов по версии журнала Rolling Stone). Многие из композиций с пластинки стали хитами группы и затем неоднократно издавались на сборниках лучших песен, а также исполнялись группой на концертах.
The Doors появились на американском телевидении 25 августа 1967 года, в качестве гостя в сериале Malibu U, исполняя «Light My Fire». Музыкальное видео не получило никакого коммерческого успеха и выступление было забыто. Только когда группа появились в шоу Эда Салливана, они привлекли внимание на телевидении.
Моррисон и Манзарек выступили в качестве режиссёров неординарного промофильма для сингла «Break on Through», — примечательного образца развития жанра музыкального видео.
Альбом Strange Days, вышедший в октябре того же года, был записан на более совершенном оборудовании, и занял третью позицию в американских чартах. В отличие от дебютной пластинки на нём не было чужих песен. Присутствуют и элементы новаторства, например, чтение Моррисоном одного из своих ранних стихотворений «Horse Latitudes» («Лошадиные широты»), наложенного на белый шум. Композиция «When the Music’s Over» затем неоднократно исполнялась группой на концертах, а «Strange Days» и «Love Me Two Times» широко издавались на различных сборниках.
После выхода в 1968 году «Hello, I Love You» группа хита «All Day and All of the Night» The Kinks в 1964 году объявила, что они планируют судебный иск против The Doors за нарушение авторских прав; однако автор песен Рэй Дэвис в конечном итоге решил не подавать в суд. Гитарист группы Дэйв Дэвис был особенно раздражен этим сходством. На концертах Моррисон иногда пренебрежительно отзывался о песне, оставляя вокал Манзареку, что видно из документального фильма The Doors Are Open.
Через месяц после бурного концерта в Нью-Йоркском клубе Singer Bowl группа вылетела в Великобританию для своего первого выступления за пределами Северной Америки. Они провели пресс-конференцию в Институте современного искусства ICA и дали концерты в Roundhouse. Концерты поездки были показаны на Granada TV в «The Doors Are Open», позже выпущенном на видео. Они выступали в Европе вместе с Jefferson Airplane, включая шоу в Амстердаме, где Моррисон рухнул на сцену после наркотического запоя (включая марихуану, гашиш и неопределенные таблетки).
По словам участников группы, начиная с 1968 года Моррисон начал испытывать серьёзные проблемы с алкоголем. «Он определённо понимал, что мы не были довольны его поведением. Но он был совершенно не способен контролировать себя. Он полностью сошёл с рельсов, нёсся на потерявшем управление поезде — и когда ты так разгоняешься, остаётся только прыгать».

### Когда музыка смолкнет: 1970—1971
В отличие от предыдущих студийных сессий, альбом Morrison Hotel приходилось записывать, пересматривая дневники и книжные записи вокалиста в поиске новых идей. По словам продюсера Пола Ротшильда, «Джим или просто не хотел работать, или приходил в студию совершенно пьяным». Несмотря на трудности записи, вышедший в феврале 1970 года альбом оживил коммерческую карьеру группы. В Америке Morrison Hotel поднялся до 4-й строчки, а в Великобритании стал наиболее продаваемым альбомом The Doors на тот момент, заняв 12-ю позицию. Группа объявила о возвращении на сцену и устроила четыре шоу в Felt Forum в Нью-Йорке, прошедших с аншлагом. Однако между Моррисоном и остальными участниками группы возникла отчуждённость, он перемещался отдельно от них. Успехи концертов целиком зависели от настроения и состояния Моррисона, в свою очередь, регулярно менявшегося под воздействием кокаина, выпивки и антидепрессантов.
Хотя The Doors продолжали сталкиваться с фактическими запретами на более консервативных американских рынках и заработали новые запреты в Солт-Лейк-Сити и Кобо-центре после бурных концертов, всё равно группа смогла провести 18 концертов в Соединенных Штатах, Мексике и Канаде после инцидента в Майами в 1969 году, и 23 концерта в Соединенных Штатах и Канаде в течение первой половины 1970 года.
Во время суда над Моррисоном в Майами группа добралась до фестиваля на острове Уайт 29 августа. Они выступали вместе с Джими Хендриксом, The Who, Джони Митчелл, Леонардом Коэном, Майлзом Дэвисом, Emerson, Lake & Palmer и Sly & the Family Stone. Две песни из шоу были показаны в документальном фильме 1995 года Message to Love. Выступление The Doors на фестивале (для которого Моррисону пришлось получить от судей специальное разрешение) Робби Кригер впоследствии описал как «один из худших концертов, которые он помнит».
Заглавный трек и два сингла («Love Her Madly» и «Riders on the Storm») остаются опорой рок-радиопрограмм, причём последний из них был включён в Зал славы Грэмми за его особое значение для музыки. В песне «L.A. Woman» Джим Моррисон сделал анаграмму своего имени, скандируя «Мистер Моджо восходит».
13 марта 1971 года, после записи «L.A. Woman». Моррисон взял отпуск и уехал в Париж вместе с Памелой Курсон. 3 июля 1971 года Курсон нашла его мёртвым в ванне съёмной квартиры в доме № 17 по улице Ботрейи. По официальной версии Моррисон умер от сердечного приступа. По словам его друга Алена Рона, накануне 2 июля Джим чувствовал себя плохо. После встречи с Роном он отправился в кино вместе с Памелой Курсон, а по возвращении домой они приняли героин. Джиму стало плохо, но от вызова скорой он отказался. Памела отправилась спать, оставив его в ванной, а позже в пять утра нашла его там мертвым. Поскольку вскрытие не проводилось, в фанатской среде возникло немало домыслов и версий. Среди вариантов назывались передозировка наркотиков, самоубийство, инсценировка самоубийства службами ФБР, которые тогда вели активную борьбу с участниками движения хиппи, и прочее. Друживший с Моррисоном журналист Сэм Бернетт заявил, что тот погиб от передозировки.
Единственный человек, который видел певца мёртвым, — это Курсон. Она скончалась от передозировки наркотиков в 1974 году.
Моррисон был похоронен в «Уголке поэтов» на кладбище Пер-Лашез 7 июля. Эпитафия на его надгробии имеет греческую надпись «ΚΑΤΑ ΤΟΝ ΔΑΙΜΟΝΑ ΕΑΥΤΟΥ», буквально означающую «победи демона внутри себя» и обычно интерпретируемую как «верный своему собственному духу».
Несмотря на своих внутренних демонов, Джим Моррисон был чрезвычайно эрудированным человеком, увлекался философией Ницше, культурой американских индейцев, поэзией европейских символистов и многим другим. В наше время в Америке Джима Моррисона считают не только признанным музыкантом, но и выдающимся поэтом: его иногда ставят в один ряд с Уильямом Блейком и Артюром Рембо. Моррисон привлекал поклонников группы своим необычным поведением. Он вдохновлял молодых бунтарей той эпохи, а загадочная смерть музыканта ещё более мистифицировала его в глазах поклонников.
Моррисон умер в возрасте 27 лет — в том же возрасте, что и несколько других известных рок-звезд в Клубе 27. Подруга Моррисона Памела Курсон также умерла в возрасте 27 лет.

### Другие голоса: 1971—1990
После смерти Моррисона в 1971 году остальные участники The Doors решили продолжить совместную работу под прежним названием и выпустили два альбома, которые не смогли повторить коммерческий успех предыдущих пластинок. В 1973 году группа распалась, и после этого музыканты занялись сольным творчеством.
В 1978 вышел в свет альбом An American Prayer, состоящий из прижизненных фонограмм чтения Джимом Моррисоном своих стихов, положенных на ритмическую основу, созданную остальными участниками группы уже после его смерти. Альбом был по-разному встречен поклонниками и критиками, но имел коммерческий успех, получив платиновый сертификат. В частности, бывший продюсер группы Пол Ротшильд высказался следующим образом:
Для меня сотворенное на An American Prayer равносильно тому, как если бы взяли полотно Пикассо, разрезали его на кусочки размером с марку и наклеили их на стену супермаркета
В 1979 году режиссёр Фрэнсис Форд Коппола использовал композицию «The End» в своём фильме Апокалипсис сегодня о войне во Вьетнаме с Мартином Шином и Марлоном Брандо в главных ролях.
В 1988 году фирма «Мелодия» издала сборник песен The Doors в рамках серии виниловых дисков под названием «Архив популярной музыки». Пластинка «Группа „Дорз“. Зажги во мне огонь» стала первым выпуском этой серии. Это издание составлено из композиций из альбомов The Doors (1967), Morrison Hotel (1970) и L.A. Woman (1971).

### Оседлавшие бурю: с 1991-го и до наших дней
В данный период звукозаписывающие компании продолжают активно издавать всевозможные сборники, антологии и концертные выступления группы (см. дискографию).
После выхода в 1991 году фильма Оливера Стоуна «Дорз» началась вторая волна «дорзомании». Только в 1997 году группа продала в три раза больше альбомов, чем за три предыдущих десятилетия вместе взятых. А 3 июля 2001 года в тридцатую годовщину со дня смерти Моррисона на кладбище Пер-Лашез, где похоронен вокалист The Doors, собралось больше 20 тыс. человек.
В 1995 году был ремастирован и переиздан альбом An American Prayer с бонус-треками. В 1998 году вышел в свет комплект дисков The Doors Box Set, в который вошли не издававшиеся ранее записи. В 1999 году полному ремастерингу подверглись студийные альбомы группы. Эти версии выпущены в составе комплекта дисков The Complete Studio Recordings. Однако данное название не вполне соответствует действительности, так как не содержит двух альбомов, выпущенных после смерти Моррисона: Other Voices и Full Circle. Кроме первых шести альбомов, в этом комплекте присутствует отдельный диск с редкими записями группы.
В начале 2000-х годов Робби Кригер начал работу над сборником ранее не издававшихся концертных записей группы. Записи, поступавшие из разных источников, были ремастированы Брюсом Ботником. Компиляция на четырёх CD вышла под лейблом Bright Midnight Records в ноябре 2003 года.
В 2003 году Рэем Манзареком и Робби Кригером была создана группа The Doors of the 21st Century (рус. The Doors ("Двери") XXI века), однако поклонники встретили эту идею противоречиво. Кроме этого, барабанщик Джон Денсмор не только не пожелал присоединиться к своим товарищам, но и, как правообладатель, вместе с семьями Джима Моррисона и Памелы Курсон, воспротивился использованию словосочетания «The Doors» в названии нового проекта Манзерека и Кригера. После судебного процесса в 2005 году музыканты вынуждены были изменить название на Riders on the Storm. Однако за ними было оставлено право использовать словосочетания «бывшие Doors» и «участники The Doors» для публичного самоименования.
7 июля 2011 года группа «Манзарек и Кригер из The Doors» с вокалистом Дэйвом Броком выступила в Москве. 26 июня 2012 года (к 45-летию альбомов The Doors и Strange Days) музыканты дали концерт в Санкт-Петербурге, а 27 июня состоялось их выступление и в Екатеринбурге. 30 июня 2012 года группа вторично выступила в Москве. Помимо Манзарека, Кригера и Брока, в коллективе выступали Фил Чен (бас-гитара) и Тай Деннис (ударные).
В 2006 году материалы, записанные группой, подверглись существенной переработке. Звукозаписывающие компании решили приурочить к 40-летию группы выход мультимедийного коллекционного издания Perception. Это издание содержит первые 6 альбомов, причём каждый из них состоит из двух дисков — CD и DVD. На компакт-дисках — ремастированные версии альбомов с бонус-треками. На DVD — мультимедийное содержимое: записи альбомов в многоканальных форматах звучания (созданные Брюсом Ботником), видеоклипы и фотографии. Как оказалось, альбом The Doors, существовавший вот уже 40 лет, был записан с технической неполадкой, в результате чего звучание получилось замедленным и ненатуральным.
В 2013 году оставшиеся участники The Doors записали вместе с рэпером Tech N9ne песню «Strange 2013», появившуюся в его альбоме Something Else, в котором представлены новая инструментальная часть от группы и сэмплы вокала Джима Моррисона из песни «Strange Days».
В связи со смертью в мае 2013 года Рэя Манзарека (скончался в Германии в возрасте 74 лет от рака) группа окончательно прекратила своё существование, хотя никаких официальных сообщений по этому поводу не было.

## Инциденты группы

### Инцидент в Нью-Хейвене (декабрь 1967 года)
9 декабря 1967 года The Doors дали известный концерт в Нью-Хейвене, штат Коннектикут, который внезапно закончился, когда Моррисон был арестован местной полицией. Моррисон стал первым рок-артистом, арестованным на сцене во время концертного выступления. Моррисон целовался с поклонницей за кулисами в душевой кабинке перед началом концерта, когда на них случайно наткнулся полицейский. Не подозревая, что он был солистом группы, который собирался выступить, офицер сказал Моррисону и женщине уйти, на что Моррисон сказал: «Ешьте это». Полицейский достал газовый баллончик и предупредил Моррисона: «Даю тебе последний шанс», на что Моррисон ответил: «У тебя последний шанс съесть это». Есть некоторое несоответствие относительно того, что произошло дальше: согласно некоторым источникам женщина убежала, а Моррисон был наказан; но Манзарек рассказывает в своей книге, что против Джима и его фанатки был применён газовый баллончик.
Главное выступление The Doors было отложено на час, пока Джим приходил в себя, The Doors вышли на сцену очень поздно. Полиция все еще не считала вопрос об аресте Джима решенным и хотела предъявить ему обвинение. В середине первой части концерта Моррисон спел импровизированную песню (как показано в фильме Оливера Стоуна) о своем опыте общения с «маленькими людьми в синем». Это был непристойный рассказ, описывающий то, что произошло за кулисами и насмехающийся над полицейскими, которые окружили сцену. Концерт резко оборвался, когда полиция вывела Моррисона со сцены. Публика, которая и без того была не в восторге от долгого ожидания выступления группы, стала неуправляемой. Моррисон был доставлен в местный полицейский участок, сфотографирован и арестован по обвинению в подстрекательстве к беспорядкам и публичной непристойности. Обвинения против Моррисона, а также против трех журналистов, также арестованных в этом инциденте (Майк Цверин, Ивонн Шабрие и Тим Пейдж) были сняты через несколько недель из-за отсутствия доказательств.

### Инцидент в Майами (март 1969 года)
1 марта 1969 года в зале Dinner Key Auditorium в районе Coconut Grove в Майами The Doors дали самое противоречивое выступление в своей карьере, которое едва не «пустило группу под откос». Зрительный зал представлял собой переоборудованный ангар для гидросамолетов, в котором не было кондиционера, а места были убраны организатором, чтобы увеличить продажи билетов.
Моррисон выпивал весь день и пропустил рейс в Майами. К тому времени, когда он пришел пьяный, начало концерта зрители ждали уже целый час. Неугомонной толпе из 12 000 человек, собравшейся в помещении, рассчитанном на 7 000 человек, пришлось наслаждаться молчанием Моррисона вместо его пения. Моррисон недавно побывал на спектакле экспериментальной театральной группы Живой театр и был вдохновлен их «антагонистическим» стилем исполнения. Моррисон дразнил толпу посланиями любви и ненависти, говоря: «Люби меня. Я больше не могу терпеть это без хорошей любви. Мне нужно немного любви. Неужели никто не полюбит мою задницу?», а также: «Вы все — кучка грёбаных идиотов!» и кричал: «Что ты собираешься с этим делать?», всё это повторялось снова и снова.
Когда группа начала свою вторую песню «Touch Me», тогда Моррисон начал кричать в знак протеста, заставляя группу остановиться. В какой-то момент Моррисон снял шляпу полицейского на сцене и бросил ее в толпу; офицер снял шляпу Моррисона и тоже бросил ее. Менеджер группы Билл Сиддонс вспоминал: «Концерт был странным, похожим на цирк, там был один парень, несущий овцу, и самые дикие люди, которых я когда-либо видел». «Кто-то вскочил и облил Джима шампанским, — рассказал начальник отдела оборудования Винс Треанор, — так что он снял рубашку, потому что был весь мокрый». «Давайте посмотрим на свою кожу, давайте разденемся», — сказал Джим и зрители начали раздеваться. Манзарек описал этот инцидент как массовую «религиозную галлюцинацию».
5 марта управление шерифа округа Дейд выдало ордер на арест Моррисона, заявив, что Моррисон обнажил свои гениталии, находясь на сцене, выкрикивал непристойности толпе, имитировал оральный секс с гитаристом Робби Кригером и был пьян во время своего выступления. Моррисон отклонил предложение о признании вины, которое требовала от The Doors провести бесплатный концерт в Майами. Джима осудили и приговорили к шести месяцам тюрьмы с каторжными работами, а также обязали выплатить штраф в размере 500 долларов. Моррисон остался на свободе, ожидая апелляции на свой приговор, и умер до того, как дело было завершено. В 2007 году губернатор Флориды Чарли Крист сделал предложение о посмертном помиловании Моррисона, которое было объявлено успешным 9 декабря 2010 года. Денсмор, Кригер и Манзарек опровергли утверждение о том, что Моррисон вёл себя непристойно в тот вечер.

## Наследие
Начиная с конца 1970-х годов, наблюдалось устойчивое возрождение интереса к The Doors, что привело к появлению нового поколения поклонников. Возрождение прослеживается до выпуска альбома An American Prayer в конце 1978 года, который содержал лайв версию «Roadhouse Blues», получившую значительное распространение на рок-радиостанциях. В 1979 году песня «The End» была использована в фильме «Апокалипсис сегодня», а в следующем году была опубликована биография Моррисона No One Here Gets Out Alive, которая стала бестселлером. Первый альбом The Doors вновь вошел в чарт Billboard 200 в сентябре 1980 года, и Elektra Records сообщила, что альбомы The Doors продаются лучше, чем в любой другой год с момента их первоначального выпуска. В ответ на это в октябре 1980 года был выпущен новый альбом-сборник Greatest Hits. Альбом достиг 17-го места в Billboard и оставался в чарте почти два года.
Возрождение продолжилось в 1983 году с выходом альбома Alive, She Cryed, состоящего из ранее не издававшихся живых записей. Трек «Gloria» занял 18-е место в чарте Hot Mainstream Rock Tracks. Ещё один альбом The Best of The Doors был выпущен в 1987 году и прошёл сертификацию RIAA от Американской ассоциации звукозаписывающих компаний из-за продажи 10 миллионов официальных альбомов.
Второе возрождение, привлекшее еще одно поколение поклонников, произошло в 1991 году после выхода фильма Дорз, режиссером которого был Оливер Стоун, а главную роль исполнил Вэл Килмер. Стоун создал сценарий на основе более чем ста интервью людей, которые были в жизни Джима Моррисона. Он разработал фильм, выбрав песни, а затем добавив к ним соответствующие сценарии. Участникам группы не понравилось то, как в фильме были изображены эти события. В книге The Doors Манзарек утверждает: «Эта история с Оливером Стоуном нанесла настоящий ущерб парню, которого я знал: Джиму Моррисону, поэту». Кроме того, Манзарек утверждает, что он хотел бы, чтобы фильм был обо всех четырёх членах группы, а не только о Моррисоне. Денсмор сказал: «Треть всего этого — вымысел». В той же книге Кригер соглашается с двумя другими участниками, но добавляет: «Всё могло быть намного хуже. Саундтрек к фильму достиг 8-го места в чарте альбомов Billboard, а лучшие хиты вновь вошли в чарты, причем последний достиг новой максимальной позиции — 32-го места».
Награды и отзывы критиков:
- В 1993 году The Doors попали в Зал славы рок-н-ролла[69].
- В 1998 году трек «Light My Fire» был включен в Зал славы Грэмми в категории рок[70].
- В 1998 году VH-1 составил список 100 величайших исполнителей рок-н-ролла, где The Doors заняли 20-е место среди лучших музыкальных исполнителей[71].
- В 2000 году The Doors заняли 32-е место в списке 100 величайших хард-рок исполнителей VH1[72], а «Light My Fire» — седьмое место в списке величайших рок-песен VH1[73].
- В 2002 году их одноимённый альбом был включен в Зал славы Грэмми в категории рок[70].
- В 2004 году группа заняла 41-е место в списке Rolling Stone 100 величайших исполнителей всех времен[74].
- Также в 2004 году журнал Rolling Stone включил в список 500 величайших песен всех времен две песни: «Light My Fire» на 35 место и «The End» на 328 место[75].
- В 2007 году The Doors получили премию Грэмми за пожизненный вклад[76].
- В 2007 году The Doors получили звезду на Голливудской Аллее Славы[77].
- В 2010 году трек «Riders On the Storm» был включен в Зал славы Грэмми в категории рок[70].
- В 2011 году The Doors получили премию Грэмми в номинации «Лучший длинный музыкальный клип» за видео «When You're Strange» режиссера Тома Дичилло[78].
- В 2012 году журнал Rolling Stone включил в список 500 величайших альбомов всех времен три студийных альбома группы: альбом The Doors под номером 42, L. A. Woman под номером 362 и Strange Days под номером 407[79].
- В 2014 году читатели журнала Classic Rock проголосовали за то, чтобы группа получила премию Томми Вэнса «Inspiration»(англ. «Вдохновение»)[80].
- В 2015 году Библиотека Конгресса включила альбом The Doors в Национальный реестр аудиозаписей на основании их культурной, художественной и исторической значимости[81].

## Участники группы
- Джим Моррисон — ведущий вокал, гармоника, перкуссия (1965–1971; умер в  1971)
- Рэй Манзарек — клавишные, орган, бэк и ведущий вокал (1965–1973, 1978; умер в 2013)
- Робби Кригер — гитара, бэк и ведущий вокал (1965–1973, 1978)
- Джон Денсмор — ударные, перкуссия, вокал (1965–1973, 1978)

## Дискография

### Студийные альбомы
- 1967 — The Doors
- 1967 — Strange Days
- 1968 — Waiting for the Sun
- 1969 — The Soft Parade
- 1970 — Morrison Hotel
- 1971 — L.A. Woman
- 1971 — Other Voices
- 1972 — Full Circle
- 1978 — An American Prayer

## Фильмография
- Break On Through (1967) — цветное промо
- The Unknown Soldier (1968) — цветное промо
- Feast of Friends (1968) — документальный цветной фильм с черно-белыми фрагментами, вся музыка записана заранее, 40 минут
- HWY (1968) — цветной фильм, 50 минут
- The Doors Are Open (1968) — ч/б, 60 минут
- No One Here Gets Out Alive (1980) — фрагменты Feast of Friends, различных выступлений, ТВ-шоу, интервью с Джоном, Робби, Рэем, Ротшильдом, Хопкинсом, Шугерменом, съёмки Джима — цвет и ч/б
- The Doors (1991) — художественный фильм про жизнь Моррисона и The Doors
- When You’re Strange (2009) — документальный фильм

### Поэзия Джима Моррисона (на английском и русском языках)
1. Стихотворения: Сборник / Пер. с англ. Состав. А. Кудрявицкого. — Москва-Париж-Нью-Йорк, 1999.

### Книги о The Doors, издания Моррисона на английском языке
1. Jim Morrison & The Doors. An Unauthorised Book (Mike Jahn, Grosset & Dunlap), 1969
2. The Lords / Notes On Vision (Jim Morrison, private edition of 100), 1969
3. The New Creatures (Jim Morrison, private edition of 100), 1969
4. The Lords & The New Creatures (Jim Morrison, Simon & Schuster), 1970
5. An American Prayer (Jim Morrison, private edition of 500)
6. The Lords & The New Creatures (papperback edition), 1971
7. No One Here Gets Out Alive (Jerry Hopkins & Danny Sugerman, Warner Books (US), Plexus (UK), 1980
8. Jim Morrison — An Hour For Magic (Frank Lisciandro, Delilah Books (US), eel Pie (UK), 1982
9. Burn Down The Night (Craig Kee Strete, Random House (US), 1982
10. The Illustrated History Of The Doors (Danny Sugerman, Quill (US), Vermilion (UK), 1983
11. «Riders On The Storm. My life with Jim Morrison & The Doors»(John Densmore, Delacorte Press, (US), 1990

### Книги о The Doors и Джиме Моррисоне на русском языке
1. Архивы The Doors. Том 1: Джим Моррисон & The Doors. Когда музыка смолкнет… / Сост., коммент. А. Галин; пер. с англ. Дмитрия Эпштейна, Маргариты Пушкиной. — М.: Сокол, 1998. — 319 с.: ил. — ISBN 5-85057-171-4.
2. Архивы The Doors. Том 2: Джим Моррисон. Американская ночь = The Writings of Jim Morrison. The American Night / Пер. Дмитрия Эпштейна. — М.: Летний Сад, 2001. — 224 с.: ил. — ISBN 5-85302-282-2.
3. Архивы The Doors. Том 3: Джим Моррисон. Пустыня / Пер. с англ. Ксении Быстровой, Александры Скоротых, Под ред. Ильи Завалишина и Александра Галина; коммент. Александра Галина. — М.: Мерлон, 2004—256 с — ISBN 5-88485-001-8.
4. Последний проклятый поэт: Джим Дуглас Моррисон / Пер. с англ. Д.Борисова, Ю.Санаевой. — Ультра Культура , 2005 г. — 287 c. — ISBN 978-5-98042-057-4.
5. Алексей Поликовский Моррисон: Путешествие шамана. — Москва — Колибри, 2008 год. 303 страницы. ISBN 978-5-389-00077-3
6. Послушай, парень, объяви нас как нужно. Мы — «Дорз»! Джеймс Дуглас Моррисон. — 2-е изд., перераб / Ред. колл.: Ю. М. Каблучко, О. В. Черниенко, В. В. Авилов. — М.: Янус, 1996. — 158 с.: ил. — Непостижимая тайна Джима Моррисона; «Боги»; Наблюдения Джеймса Дугласа Моррисона; Дискография.
7. Питер Хоуген, Крис Чарльзворт Полный путеводитель по музыке The Doors М.: Локид, 1997. — 125 с.: ил. — Полный путеводитель по музыке. — ISBN 5-86217-072-3
8. Джерри Хопкинс и Дэнни Шугермэн Никто не выйдет отсюда живым
9. Альберт Голдман История The Doors
10. Еремеева О. Мифопоэтика творчества Джима Моррисона
11. Дилан Джонс «Джим Моррисон. Тёмная звезда»
12. Джон Дэнсмор «Riders On The Storm» («Оседлавшие бурю. Моя жизнь с Джимом Моррисоном и „The Doors“»), пер.с англ. В.Каратеева
13. Малькевич А. А. «Джим Моррисон — двери открыты» (СПб.: Арника, 1993—188 с.)

### Сопутствующая литература
1. Хаксли, Олдос. Электронный текст в библиотеке Мошкова.
2. Портер, Кэтрин Энн. Корабль дураков: Роман / Пер. с англ. Норы Галь ; Предисл. А. Мулярчика. — М.: Терра, 1997. — 576 с — (Сокровища мировой литературы). — ISBN 5-300-01223-8. — Электронный текст в библиотеке Мошкова.
3. Фаррен М. Джим Моррисон после смерти: Роман («Альтернатива») / Пер. с англ. Т. Ю. Покидаевой. — АСТ Изд-во, 2004 г. — 605 с — ISBN 978-5-17-022826-3, ISBN 978-5-9602-0328-9.
4. Simmonds, Jeremy. The Encyclopedia of Dead Rock Stars: Heroin, Handguns, and Ham Sandwiches (англ.). — Chicago: Chicago Review Press[англ.], 2008. — ISBN 1-55652-754-3.